# Las Lajas (Honduras)
Pour les articles homonymes, voir Las Lajas.
Las Lajas est une municipalité du Honduras, située dans le département de Comayagua. La ville est fondée en 1902, la municipalité en 1986.

## Source de la traduction
- (en)/(es) Cet article est partiellement ou en totalité issu des articles intitulés en anglais « Las Lajas, Honduras » (voir la liste des auteurs) et en espagnol « Las Lajas (Honduras) » (voir la liste des auteurs).